# Enric Lacalle i Coll
Enric Lacalle i Coll (Barcelona, 1950) és un empresari i polític català, militant del Partit Popular que ha exercit diversos càrrec electes i, des del 2023, president del Círculo Ecuestre de Barcelona.

## Biografia
Durant el franquisme, el seu pare, Enrique Lacalle Barnadas, va ser regidor de l'Ajuntament de Barcelona, diputat provincial (1971), tresorer de la Fira de Mostres i fundador del Saló de l'Automòbil.
Llicenciat en Dret per la Universitat de Barcelona i graduat en alta direcció d'empreses per IESE (Universitat de Navarra). A les eleccions generals espanyoles de 1989 fou elegit diputat pel Partit Popular per la província de Barcelona, però dimití el 1991 quan fou escollit regidor de l'Ajuntament de Barcelona pel mateix partit.
Des del 1972 ha estat vinculat al comitè organitzatiu del Saló de l'Automòbil. Fundà i dirigeix el saló immobiliari Barcelona Meeting Point, de rellevància internacional.
El 1996 el govern Aznar el nomenà delegat del Consorci de la Zona Franca, càrrec que exercí fins al 2001, tot i haver estat imputat per la justícia per rebre diners del financer De la Rosa, cosa que reconegué però que fou sobreseguda el 1998. Així mateix fou imputat el 2000 a Tenerife, per delictes econòmics, però aquesta causa també fou arxivada.
També ha protagonitzat diverses declaracions polèmiques, en relació amb la seva relació amb el seu càrrec en el Barcelona Meeting Point, en les quals aconsellava fomentar la inversió immobiliària quan la majoria d'experts l'assenyalen com una de les causants de la crisi financera i qualificava de "lamentables" les actuacions de la Plataforma d'Afectats per la Hipoteca.
El 2023 es va presentar i obtenir la presidència del Círculo Ecuestre.

## Càrrecs
Home ben connectat amb el poder econòmic, polític i mediàtic, té o ha tingut nombrosos càrrecs en grans empreses i en entitats empresarials, entre els quals destaquen:

### En curs
- President del Círculo Ecuestre.
- President de Meeting y Salones, S.A.U. i de B.M.P. Barcelona Meeting Point, S.A.U.[10]
- Vocal del Consell d'Administració de Fira de Barcelona.[11]
- Conseller de Grup Godó.[12]
- Membre del Consell Consultiu de Foment del Treball Nacional.[13]
- Vocal observador al Comitè Executiu i al Plenari del Consorci de la Zona Franca de Barcelona.[3]
- Membre del Comitè Executiu de Barcelona – Catalunya Centre Logístic.[14]

### Anteriors
- 1985 — 1987: Membre de Transferències Estat – Generalitat.[3]
- 1989 — 1991: Diputat al Congrés per Barcelona.
- 1991 — 1995: Vicepresident de la Diputació de Barcelona.[3]
- 2003 — 2004: Conseller de Red Eléctrica España, S.A.[3]
- 2005 — 2011: Conseller d'Abertis Logística.[3]
- 2003 — 2003: Vocal i posterior Vicepresident del Futbol Club Barcelona.[15]
- 2019 — 2023: Vicepresident primer del Círculo Ecuestre.

## Premis i reconeixements
- 2003 - Medalla de Bronze al Mèrit Esportiu.[16]
- 2005 - Medalla d'Or de la ciutat de Lisboa.[17]
- 2009 - Medalla d'Honor de Barcelona.[5][18]